# عبدالعزیز محمد حجازی

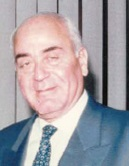
عبدالعزیز محمد حجازی، ۱۹۸۱

عبدالعزیز محمد حجازی (۲ ژانویه ۱۹۲۳ – ۲۲ دسامبر ۲۰۱۴)، اقتصاددان اهل مصر و از ۲۵ سپتامبر ۱۹۷۴ تا ۱۶ آوریل ۱۹۷۵ نخست‌وزیر این کشور در زمان ریاست‌جمهوری انور سادات بود. عبدالعزیز محمد حجازی در ۲۲ دسامبر ۲۰۱۴ در سن ۹۱ سالگی درگذشت.

## مدارک تحصیلی
- لیسانس بازرگانی، رشته محاسبه، دانشگاه قاهره، ۱۹۴۴
- کارشناسی ارشد بازرگانی، ۱۹۴۵، ۱۹۴۶
- دکترای فلسفه در تجارت از دانشگاه بیرمنگام انگلیس، سال ۱۹۵۱

## منصب‌های دانشگاهی
- دستیار آموزشی در دانشکده بازرگانی، دانشگاه قاهره، ۱۹۵۱
- آموزگار در دانشکده بازرگانی، دانشگاه قاهره، ۱۹۵۲
- استادیار در دانشکده بازرگانی، دانشگاه قاهره، ۱۹۵۷
- استاد محاسبه هزینه، دانشگاه قاهره، ۱۹۶۲
- رئیس دانشکده بازرگانی، دانشگاه عین شمس ۱۹۶۶ تا ۱۹۶۸

## منصب‌های وزاری
- وزیر خزانه‌داری (۲۰ مارس ۱۹۶۸)
- دستیار نخست‌وزیر و وزیر دارایی، اقتصاد و تجارت در (۲۶ آوریل ۱۹۷۴)
- نخست‌وزیر مصر (۲۵ سپتامبر ۱۹۷۴ تا ۱۶ آوریل ۱۹۷۵)
- رئیس کمیته گفتگو ملی (۳ مه ۲۰۱۱)